# 薩拉托加 (加利福尼亞州)
薩拉托加（英文：Saratoga）是美国加利福尼亚州圣克拉拉县下的一个城市。位于旧金山湾区的圣克拉拉谷西部，圣荷西西方、库比蒂诺南方。2010年美国人口普查显示该市有人口29,926人。
作为硅谷的一个城市，萨拉托加市是圣荷西的卫星城之一。2008年，CNN将该市列为全美收入第四高的城市。2009年，该市被福布斯杂志列为全美前20名受教育程度最高的小型城市。2010年，彭博新闻社将萨拉托加列为加利福尼亚州生活成本最昂贵的郊县地方。2011年，彭博新闻社还将该地的邮政编码，95070，列入2011年度全美最富裕的邮政编码第十八位。

## 历史
该地于1848年建立了第一个居住区，与坎贝尔几乎同时建立，是坎贝尔的一部分。十九世纪末期，当地的工业逐渐发展起来，包括家具厂、造纸厂等工厂相继建立。1850年代，当地发现了一眼泉水，并取名为“太平洋国会泉”（Pacific Congress Springs），起这个名字是因为新发现的泉含有的矿物质与数千公里外的紐約州薩拉托加泉市一个叫“国会泉”的泉相似。1865年，这座城镇正式起名为“萨拉托加”，与纽约州的“萨拉托加泉”名称类似。萨拉托加在第二次世界大战前仍以农业为主，二战后跟随周边地区迅速工业化发展，并于1956年建市，其时城市已经发展到与县府圣何西几乎完全接壤。现今，改成是硅谷重要卫星城镇。

## 人口

### 2010年
根据2010年美国人口普查，2010年时，该市有29,926人，10,734户，8,714个家庭，11,123个住房单位。平均每个家庭有3.11人。种族构成为：53.9%的白人，41.4%亚裔，0.3%非洲裔，0.1%美洲原住民，0.1%太平洋岛屿居民，0.7%属于其它种族。3.6%同时来自两个或更多的种族。
2010年该市有37.5%的家庭拥有18岁以下的未成年人。73.5%为有异性婚姻的家庭，0.4%为同性恋同居。该市居民男女比例为95.7:100。
| 人口统计                   | 2010            |
| -------------------------- | --------------- |
| 总人口                     | 29,926 - 100.0% |
| 只有一种种族血统           | 28,861 - 96.4%  |
| 不是西班牙裔或拉丁裔       | 28,892 - 96.5%  |
| 仅白人血统                 | 15,431 - 51.6%  |
| 仅黑人血统                 | 91 - 0.3%       |
| 仅印第安人、阿拉斯加原住民 | 24 - 0.1%       |
| 仅亚洲人血统               | 12,331 - 41.2%  |
| 仅夏威夷人或太平洋岛屿居民 | 23 - 0.1%       |
| 其它族裔                   | 56 - 0.2%       |
| 混血                       | 936 - 3.1%      |
| 西班牙裔或拉丁裔           | 1,034 - 3.5%    |

### 收入
根据2007年的估计，该市每户年收入中位数为$137,270。家庭平均年收入为$159,765。有1.8%的家庭和2.8%的人口收入位于贫困线以下，包括3.2%的未成年人和2.6%的65岁以上老年人。
2011年彭博新闻社报告称该市每户平均年收入有$237,804，每户房屋平均价值$1,516,018。

## 姊妹市
- - 日本向日市 （1983年）[7]

## 教育
聖塔克拉拉郡圖書館经营薩拉托加圖書館(Saratoga Library)。

## 知名居民
- 麥可·貝瑞
- 瓊·芳登
- 德文·格拉耶
- 史蒂夫·哈維爾
- 奥丽维亚·德哈维兰
- 帕特里克·马洛
- 明泊霖
- 詹姆士·蘭寶
- 斯蒂芬·斯皮尔伯格
- 史逸欣
- 乔·桑顿
- 克丽·沃尔什